# La Douceur de la vie
 (octobre 2023).
Si vous disposez d'ouvrages ou d'articles de référence ou si vous connaissez des sites web de qualité traitant du thème abordé ici, merci de compléter l'article en donnant les références utiles à sa vérifiabilité et en les liant à la section « Notes et références ».
La Douceur de la vie est un roman de Jules Romains paru en 1939. Ce roman est le dix-huitième roman du cycle romanesque Les Hommes de bonne volonté, commencé en 1932.
En 1950, ce roman est inclus dans la liste du Grand prix des Meilleurs romans du demi-siècle.

## Résumé

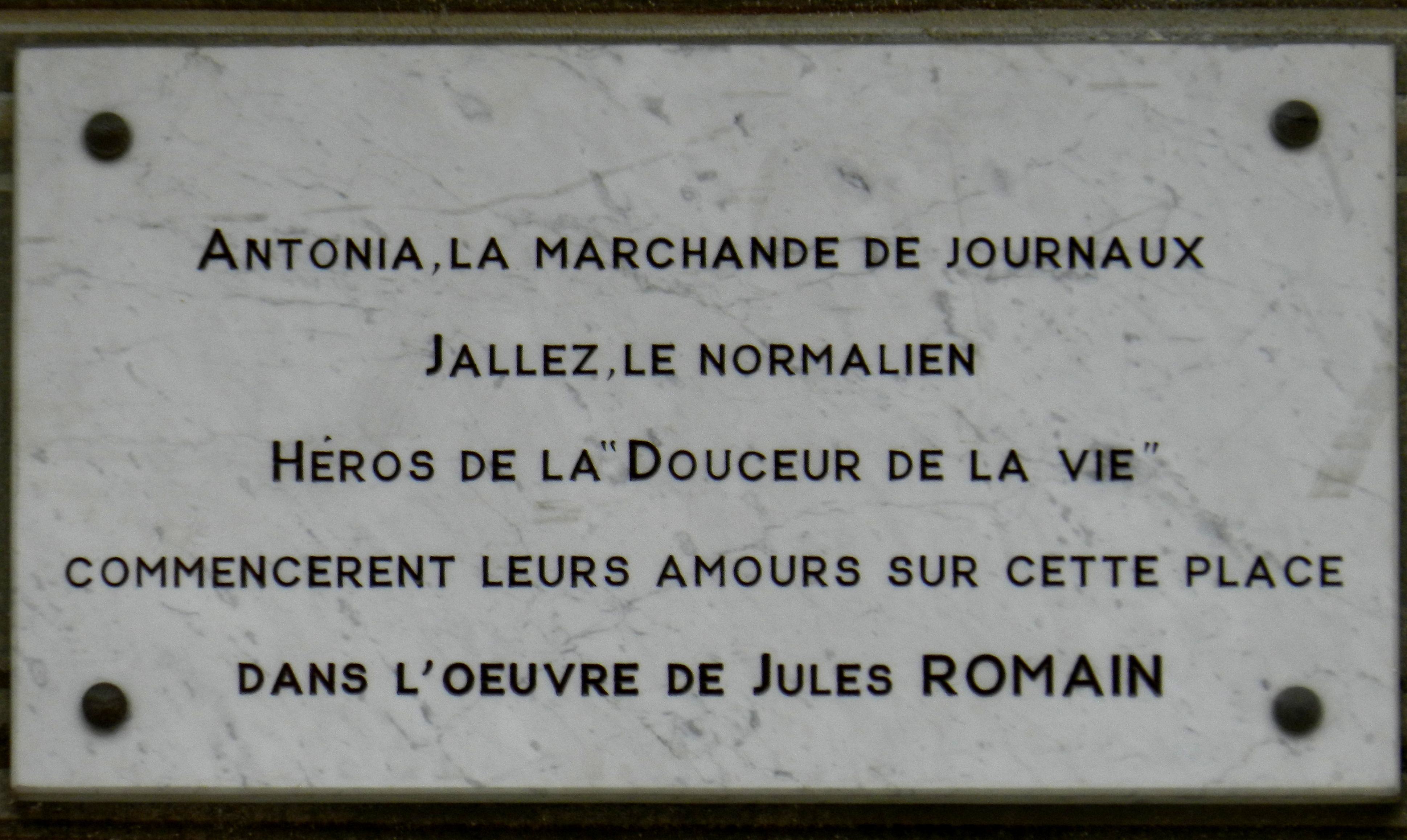
Plaque murale sur la Place Rossetti

Dans la ville de Nice, place Rossetti, une plaque commémorative évoque le roman de Jules Romains.

## Éditions
- Éditions Flammarion, 1939.
- Éditions Sauret, 1951